# Minori
Minori é uma comuna italiana da região da Campania, província de Salerno, com cerca de 3.023 habitantes.

## Demografia[1][2][3]
| Variação demográfica do município entre 1861 e 2011                               |
|                                                                                   |
| Fonte: Istituto Nazionale di Statistica (ISTAT) - Elaboração gráfica da Wikipedia |